# Стукайте в будь-які двері (фільм, 1958)
«Стукай в будь-які двері» — радянський художній фільм 1958 року, що розповідає про роботу офіцера міліції з важкими підлітками. Прем'єрний показ відбувся 7 вересня 1958 року.

## Сюжет
Розумний, чуйний і ініціативний капітан Сушков приймає справи у колишнього начальника дитячої кімнати міліції формаліста Пяткіна. Сушков розуміє, що в роботі з важкими дітьми та підлітками, багато з яких ростуть у неповних сім'ях, неможливо обійтися без помічників з числа представників громадянського суспільства. З їх допомогою він намагається перевиховати хулігана Гену Краснухіна, що кинув школу і через свою безвідповідальність потрапляє в залежність від запеклого злочинця Прохорова. Але завдяки капітану Сушкову, його помічникам, а також чесному хлопчикові Андрійкові Краснухін робить переоцінку своїх життєвих цінностей.

## У ролях
- В'ячеслав Подвиг — Геннадій Краснухін
- Олександр Граве — Сушков
- Валентина Телегіна — мати Геннадія
- Михайло Ульянов — Прохоров
- Юрій Медведєв — Пяткін
- Людмила Карауш — Люся
- Володимир Єронін — Андрійко
- Віталій Коняєв — Олексій Громов
- Володимир Кулик — Дімка
- Валерій Носик — Ніс
- Олена Вольська — контролерша
- Тетяна Гурецька — Анна Олександрівна, вчителька Геннадія
- Юрій Дубровін — друг Олексія
- Олександра Данилова — секретарка
- Лариса Жуковська — подруга Дімки
- Клавдія Козльонкова — Ніна
- Єлизавета Кузюріна — мати Олексія
- Петро Савін — шофер таксі
- Євген Тетерін — Володимир Іванович, підполковник міліції
- Юрій Фомічов — директор меблевої фабрики
- Микола Ярочкин — співробітник міліції
- Микола Смирнов — Микола Андрійович, виконроб на будівництві
- Віктор Маркін — покупець квитка
- Олександра Денисова — сусідка
- Зінаїда Сорочинська — епізод
- Геннадій Крашенинников — епізод
- Анна Павлова — перехожа

## Знімальна група
- Режисер — Марія Федорова
- Сценарист — Валентина Спіріна
- Оператор — Олексій Полканов
- Композитор — Леонід Афанасьєв
- Художники — Людмила Безсмертнова, Ірина Захарова